# Ла-Бастид-де-Лорда
Ла-Басти́д-де-Лорда́ (фр. La Bastide-de-Lordat) — коммуна во Франции, находится в регионе Юг — Пиренеи. Департамент коммуны — Арьеж. Входит в состав кантона Савердён. Округ коммуны — Памье.
Код INSEE коммуны — 09040.

## Население
Население коммуны на 2008 год составляло 261 человек.
| 1962 | 1968 | 1975 | 1982 | 1990 | 1999 | 2008 |
| ---- | ---- | ---- | ---- | ---- | ---- | ---- |
| 181  | 211  | 182  | 145  | 153  | 213  | 261  |

## Экономика
В 2007 году среди 175 человек в трудоспособном возрасте (15—64 лет) 136 были экономически активными, 39 — неактивными (показатель активности — 77,7 %, в 1999 году было 72,5 %). Из 136 активных работали 124 человека (65 мужчин и 59 женщин), безработных было 12 (4 мужчины и 8 женщин). Среди 39 неактивных 16 человек были учениками или студентами, 12 — пенсионерами, 11 были неактивными по другим причинам.